# Nya Tider (tidning)

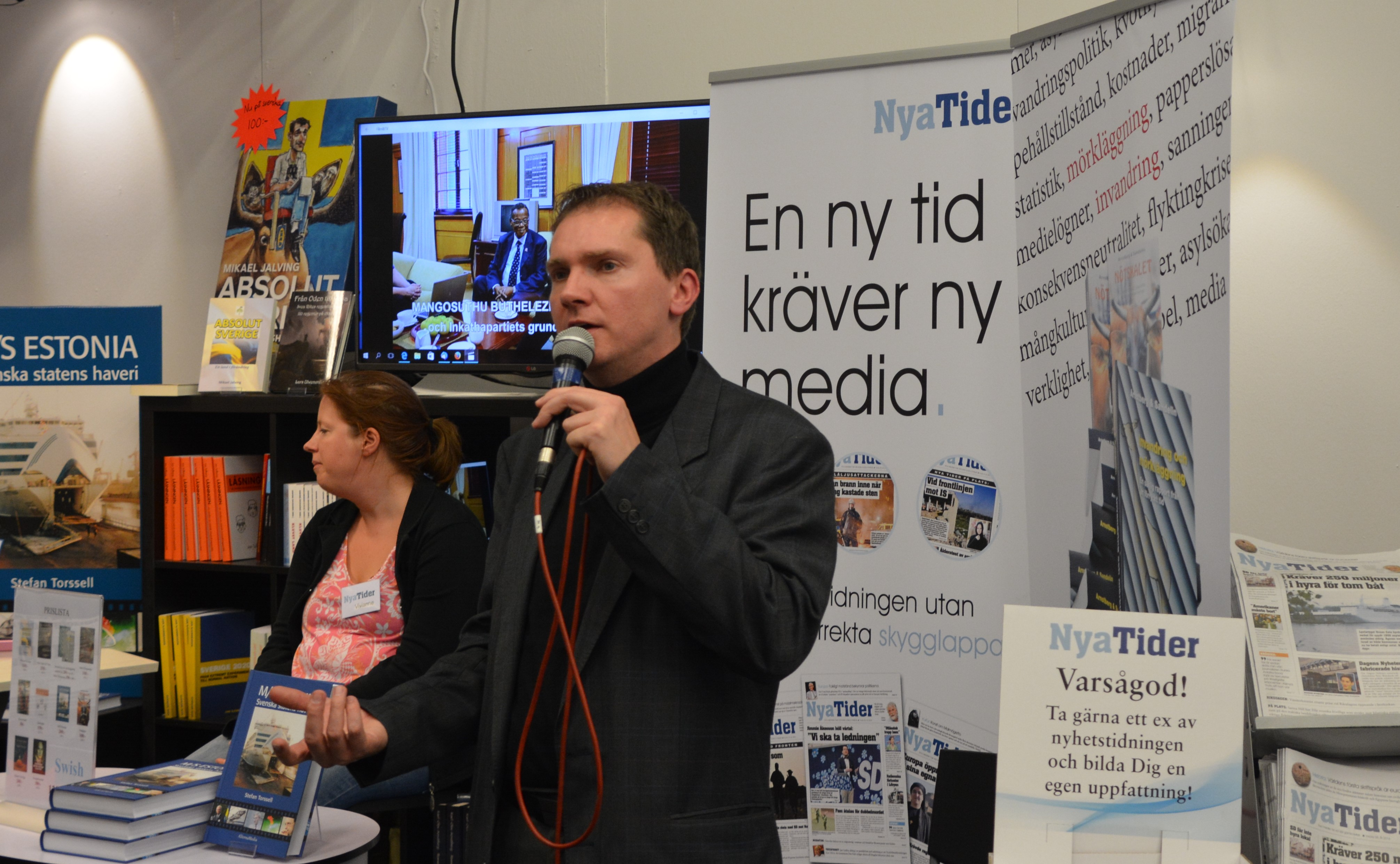
Nya Tiders monter på Bok- och biblioteksmässan i Göteborg 2016, med Vávra Suk

Nya Tider är en svensk nyhetstidning som beskrivits som högerextrem och konspirationistisk,  och själv beskriver sig bland annat som ”en nyhetstidning som granskar makteliten, besöker rättegångar och rapporterar de viktigaste nyheterna från Sverige och världen med unik information och från folkets perspektiv”. Den ges ut en gång i veckan av AlternaMedia och ansvarig utgivare är Vávra Suk. 

## Bakgrund
Tidningen beskrivs som högerextrem, vilket redaktionen inte håller med om och motiverar det med att "Vi håller inte inne med något, utan vi berättar som det är." Tidningen har också beskrivits som främlingsfientlig.  Med grund i tidningens skriverier om vaccinationsmotstånd, Bilderberggruppen och sionismen  kategoriseras tidningen även  som konspiratorisk.
Nya Tider grundades i november 2012 efter att flera skribenter lämnat tidningen Nationell Idag för att skapa en ny tidskrift. Tidningen är inte knuten till någon organisation.  
Nya Tider uppmärksammades när Presstödsnämnden 2013 beslutade att tidningen skulle få presstöd på 1,9 miljoner kronor och inför Bokmässan i Göteborg 2016, då tidningen efter arrangörskritik från olika parter först blev fråntagen sin godkända monterplats, för att sedan återfå den efter ändrad policy från mässledningen med hänsyn till tryck- och yttrandefrihetsaspekter. Inför Bokmässan 2018 valde arrangörerna dock att återigen porta tidningen då de ansåg att debatten kring deras närvaro tog för mycket uppmärksamhet från övriga mässan.  Efter att istället försökt arrangera en alternativ bokmässa i närheten av bokmässan, drogs tillståndet för att hyra lokalen in samma vecka som mässan skulle äga rum med hänvisningar till säkerhetsläget.
Tidningen finns även tillgänglig på Internet.